# A Brooklyn 99 – Nemszázas körzet epizódjainak listája
A Brooklyn 99 – Nemszázas körzet (eredeti cím: Brooklyn Nine-Nine) Emmy- és Golden Globe-díjas amerikai rendőrségi televíziós sorozat. A sorozatot 2018. május 20-án a Fox elkaszálta, de 2018. őszétől az NBC fogja tovább adni a 6 évadot. Magyarországon a sorozatot elsőként a Viasat 3, a harmadik és a negyedik évadot a Viasat 6, az ötödik és a hatodik évadot pedig a Sony Movie Channel sugározta. A hetedik és az utolsó (nyolcadik) évadra újra visszakerült a Viasat 6-ra

## Évados áttekintés
| Évad | Évad | Részek száma | Részek száma | Eredeti sugárzás     | Eredeti sugárzás     | Eredeti adó | Magyar sugárzás     | Magyar sugárzás      | Magyar adó         |
| Évad | Évad | Részek száma | Részek száma | Évadbemutató         | Évadzáró             | Eredeti adó | Évadbemutató        | Évadzáró             | Magyar adó         |
| ---- | ---- | ------------ | ------------ | -------------------- | -------------------- | ----------- | ------------------- | -------------------- | ------------------ |
|      | 1.   | 22           | 22           | 2013. szeptember 17. | 2014. március 25.    | Fox         | 2014. április 4.    | 2014. június 13.     | Viasat 3           |
|      | 2.   | 23           | 23           | 2014. szeptember 28. | 2015. május 17.      | Fox         | 2015. augusztus 17. | 2015. szeptember 17. | Viasat 3           |
|      | 3.   | 23           | 23           | 2015. szeptember 27. | 2016. április 19.    | Fox         | 2016. november 24.  | 2017. február 9.     | Viasat 6           |
|      | 4.   | 22           | 22           | 2016. szeptember 20. | 2017. május 23.      | Fox         | 2017. július 5.     | 2017. augusztus 3.   | Viasat 6           |
|      | 5.   | 22           | 22           | 2017. szeptember 26. | 2018. május 20.      | Fox         | 2018. június 10.    | 2018. július 14.     | Sony Movie Channel |
|      | 6.   | 18           | 18           | 2019. január 10.     | 2019. május 16.      | NBC         | 2019. június 29.    | 2019. július 27.     | Sony Movie Channel |
|      | 7.   | 13           | 13           | 2020. február 6.     | 2020. április 23.    | NBC         | 2020. november 14.  | 2020. december 19.   | Viasat 6           |
|      | 8.   | 10           | 10           | 2021. augusztus 12.  | 2021. szeptember 16. | NBC         | 2022. április 19.   | 2022. április 28.    | Viasat 6           |

## Első évad (2013-2014)
| Sor. | Év. | Cím                                 | Rendező                         | Író                              | Premier                               | Nézettség    |
| ---- | --- | ----------------------------------- | ------------------------------- | -------------------------------- | ------------------------------------- | ------------ |
| 1.   | 1.  | Az új kapitány (Pilot)              | Phil Lord és Christopher Miller | Dan Goor és Michael Schur        | 2013. szeptember 17. 2014. április 4. | 6,17 millió  |
| 2.   | 2.  | Fogós kérdés (The Tagger)           | Craig Zisk                      | Norm Hiscock                     | 2013. szeptember 24. 2014. április 4. | 4,03 millió  |
| 3.   | 3.  | A pech (The Slump)                  | Julie Anne Robinson             | Prentice Penny                   | 2013. október 1. 2014. április 11.    | 3,43 millió  |
| 4.   | 4.  | Bizarr szex (M.E. Time)             | Troy Miller                     | Gil Ozeri                        | 2013. október 8. 2014. április 11.    | 3,34 millió  |
| 5.   | 5.  | A keselyű (The Vulture)             | Jason Ensler                    | Laura McCreary                   | 2013. október 15. 2014. április 18.   | 3,43 millió  |
| 6.   | 6.  | Halloween (Halloween)               | Dean Holland                    | Lesley Arfin                     | 2013. október 22. 2014. április 18.   | 3,77 millió  |
| 7.   | 7.  | 48 óra (48 Hours)                   | Peter Lauer                     | Luke Del Tredici                 | 2013. november 5. 2014. április 25.   | 3,84 millió  |
| 8.   | 8.  | Keményvonalasok (Old School)        | Beth McCarthy-Miller            | Gabe Liedman                     | 2013. november 12. 2014. április 25.  | 3,26 millió  |
| 9.   | 9.  | Pizzakóstoló (Sal's Pizza)          | Craig Zisk                      | Lakshmi Sundaram                 | 2013. november 19. 2014. május 2.     | 3,36 millió  |
| 10.  | 10. | Hálaadás (Thanksgiving)             | Jorma Taccone                   | Luke Del Tredici                 | 2013. november 26. 2014. május 2.     | 3,69 millió  |
| 11.  | 11. | Karácsony (Christmas)               | Jake Szymanski                  | Dan Goor                         | 2013. december 3. 2014. május 9.      | 3,66 millió  |
| 12.  | 12. | A Pontiac tolvaj (Pontiac Bandit)   | Craig Zisk                      | Norm Hiscock és Lakshmi Sundaram | 2014. január 7. 2014. május 9.        | 3,44 millió  |
| 13.  | 13. | A fogadás (The Bet)                 | Julian Farino                   | Laura McCreary                   | 2014. január 14. 2014. május 16.      | 3,53 millió  |
| 14.  | 14. | Az ében sólyom (The Ebony Falcon)   | Michael Blieden                 | Prentice Penny                   | 2014. január 21. 2014. május 16.      | 4,55 millió  |
| 15.  | 15. | A hiéna (Operation: Broken Feather) | Julie Anne Robinson             | Dan Goor és Michael Schur        | 2014. február 2. 2014. május 23.      | 15,07 millió |
| 16.  | 16. | A parti (The Party)                 | Michael Engler                  | Gil Ozeri és Gabe Liedman        | 2014. február 4. 2014. május 23.      | 3,22 millió  |
| 17.  | 17. | Boyle-üzemmód (Full Boyle)          | Craig Zisk                      | Norm Hiscock                     | 2014. február 11. 2014. május 30.     | 2,88 millió  |
| 18.  | 18. | A lakás (The Apartment)             | Tucker Gates                    | David Quandt                     | 2014. február 25. 2014. május 30.     | 2,66 millió  |
| 19.  | 19. | A terepgyakorlat (Tactical Village) | Fred Goss                       | Luke Del Tredici                 | 2014. március 4. 2014. június 6.      | 2,61 millió  |
| 20.  | 20. | Az elegáns Brudgom (Fancy Brudgom)  | Victor Nelli, Jr.               | Laura McCreary                   | 2014. március 11. 2014. június 6.     | 2,49 millió  |
| 21.  | 21. | A megoldhatatlan ügy (Unsolvable)   | Ken Whittingham                 | Prentice Penny                   | 2014. március 18. 2014. június 13.    | 2,50 millió  |
| 22.  | 22. | A meghallgatás (Charges and Specs)  | Akiva Schaffer                  | Gabe Liedman és Gil Ozeri        | 2014. március 25. 2014. június 13.    | 2,59 millió  |

## Második évad (2014-2015)
| Sor. | Év. | Cím                                                       | Rendező              | Író                                      | Premier                                  | Nézettség   |
| ---- | --- | --------------------------------------------------------- | -------------------- | ---------------------------------------- | ---------------------------------------- | ----------- |
| 23.  | 1.  | A beépülés szabálya (Undercover)                          | Dean Holland         | Luke Del Tredici                         | 2014. szeptember 28. 2015. augusztus 17. | 5,46 millió |
| 24.  | 2.  | Csokis tej (Chocolate Milk)                               | Fred Goss            | Gabe Liedman                             | 2014. október 5. 2015. augusztus 18.     | 3,31 millió |
| 25.  | 3.  | A Jimmy Jab meccs (The Jimmy Jab Games)                   | Rebecca Asher        | Lakshmi Sundaram                         | 2014. október 12. 2015. augusztus 19.    | 4,51 millió |
| 26.  | 4.  | Halloween: A visszavágó (Halloween II)                    | Eric Appel           | Prentice Penny                           | 2014. október 19. 2015. augusztus 21.    | 5,22 millió |
| 27.  | 5.  | A tégla (The Mole)                                        | Victor Nelli, Jr.    | Laura McCreary                           | 2014. november 2. 2015. augusztus 24.    | 3,41 millió |
| 28.  | 6.  | Jake és Sophia (Jake and Sophia)                          | Michael McDonald     | Tricia McAlpin és David Phillips         | 2014. november 9. 2015. augusztus 25.    | 3,99 millió |
| 29.  | 7.  | Karantén (Lockdown)                                       | Linda Mendoza        | Luke Del Tredici                         | 2014. november 16. 2015. augusztus 26.   | 4,53 millió |
| 30.  | 8.  | USA Posta (USPIS)                                         | Ken Whittingham      | Brian Reich                              | 2014. november 23. 2015. augusztus 27.   | 3,04 millió |
| 31.  | 9.  | Amynek bejött a Jake sugárút (The Road Trip)              | Beth McCarthy-Miller | Brigitte Munoz-Liebowitz                 | 2014. november 30. 2015. augusztus 28.   | 3,11 millió |
| 32.  | 10. | A Pontiac-tolvaj újra lecsap (The Pontiac Bandit Returns) | Max Winkler          | Matt O'Brien                             | 2014. december 7. 2015. augusztus 31.    | 4,32 millió |
| 33.  | 11. | Zsarules (Stakeout)                                       | Tristram Shapeero    | Laura McCreary és Tricia McAlpin         | 2014. december 14. 2015. szeptember 1.   | 3,52 millió |
| 34.  | 12. | Tengerparti parti (Beach House)                           | Tim Kirkby           | Lakshmi Sundaram és David Phillips       | 2015. január 4. 2015. szeptember 2.      | 6,12 millió |
| 35.  | 13. | A tartozás (Payback)                                      | Victor Nelli, Jr.    | Norm Hiscock és Brigitte Munoz-Liebowitz | 2015. január 11. 2015. szeptember 3.     | 3,29 millió |
| 36.  | 14. | A védelem védelmében (The Defense Rests)                  | Jamie Babbit         | Prentice Penny és Matt O'Brien           | 2015. január 25. 2015. szeptember 4.     | 2,79 millió |
| 37.  | 15. | Bankrabló túszok (Windbreaker City)                       | Craig Zisk           | Gabe Liedman                             | 2015. február 8. 2015. szeptember 7.     | 2,59 millió |
| 38.  | 16. | A háborgó Holt (The Wednesday Incident)                   | Claire Scanlon       | Laura McCreary                           | 2015. február 15. 2015. szeptember 8.    | 2,08 millió |
| 39.  | 17. | A Boyle-Linetti esküvő (Boyle-Linetti Wedding)            | Dean Holland         | Matt O'Brien                             | 2015. március 1. 2015. szeptember 9.     | 3,61 millió |
| 40.  | 18. | Peralta kapitány (Captain Peralta)                        | Eric Appel           | Dan Goor                                 | 2015. március 8. 2015. szeptember 10.    | 3,11 millió |
| 41.  | 19. | A szabotázs (Sabotage)                                    | Jay Karas            | Brian Reich                              | 2015. március 15. 2015. szeptember 11.   | 2,96 millió |
| 42.  | 20. | AC/DC (AC/DC)                                             | Linda Mendoza        | Kylie Condon                             | 2015. április 26. 2015. szeptember 14.   | 2,78 millió |
| 43.  | 21. | Dave Majors nyomozó (Det. Dave Majors)                    | Michael McDonald     | Gabe Liedman és Lakshmi Sundaram         | 2015. május 3. 2015. szeptember 15.      | 2,72 millió |
| 44.  | 22. | A helikopter (The Chopper)                                | Phil Traill          | Tricia McAlpin és David Phillips         | 2015. május 10. 2015. szeptember 16.     | 2,56 millió |
| 45.  | 23. | Johnny és Dora (Johnny and Dora)                          | Dean Holland         | Luke Del Tredici                         | 2015. május 17. 2015. szeptember 17.     | 2,35 millió |

## Harmadik évad (2015-2016)
| Sor. | Év. | Cím                                   | Rendező           | Író                                    | Premier                                 | Nézettség   |
| ---- | --- | ------------------------------------- | ----------------- | -------------------------------------- | --------------------------------------- | ----------- |
| 46.  | 1.  | Új kapitány (New Captain)             | Michael Schur     | Matt Murray                            | 2015. szeptember 27. 2016. november 24. | 3,14 millió |
| 47.  | 2.  | A temetés (The Funeral)               | Claire Scanlon    | Luke Del Tredici                       | 2015. október 4. 2016. november 24.     | 4,10 millió |
| 48.  | 3.  | Boyle gyanúja (Boyle's Hunch)         | Trent O'Donnell   | Tricia McAlpin                         | 2015. október 11. 2016. december 1.     | 2,75 millió |
| 49.  | 4.  | A teás mészáros (The Oolong Slayer)   | Michael McDonald  | Gabe Liedman                           | 2015. október 18. 2016. december 1.     | 2,57 millió |
| 50.  | 5.  | Halloween 3. felvonás (Halloween III) | Michael McDonald  | David Phillips                         | 2015. október 25. 2016. december 8.     | 4,38 millió |
| 51.  | 6.  | Irány a vadon (Into the Woods)        | Linda Mendoza     | Andrew Guest                           | 2015. november 8. 2016. december 8.     | 2,65 millió |
| 52.  | 7.  | A matrac (The Mattress)               | Dean Holland      | Laura McCreary                         | 2015. november 15. 2016. december 15.   | 2,69 millió |
| 53.  | 8.  | Ava (Ava)                             | Tristram Shapeero | Matt O'Brien                           | 2015. november 22. 2016. december 15.   | 3,88 millió |
| 54.  | 9.  | A svédek (The Swedes)                 | Eric Appel        | Matt Murray                            | 2015. december 6. 2016. december 22.    | 3,95 millió |
| 55.  | 10. | Jippi-já-jé (Yippie Kayak)            | Rebecca Asher     | Lakshmi Sundaram                       | 2015. december 13. 2016. december 22.   | 3,82 millió |
| 56.  | 11. | Túszdráma (Hostage Situation)         | Max Winkler       | Phil Augusta Jackson                   | 2016. január 5. 2016. december 29.      | 2,73 millió |
| 57.  | 12. | 9 nap (9 Days)                        | Dean Holland      | Justin Noble                           | 2016. január 19. 2016. december 29.     | 2,37millió  |
| 58.  | 13. | A hajóút (The Cruise)                 | Michael Spiller   | Tricia McAlpin                         | 2016. január 26. 2017. január 5.        | 2,38 millió |
| 59.  | 14. | Karen Peralta (Karen Peralta)         | Bruce McCulloch   | Alison Agosti és Gabe Liedman          | 2016. február 2. 2017. január 5.        | 2,24 millió |
| 60.  | 15. | A 98-as (The 9-8)                     | Nisha Ganatra     | David Phillips                         | 2016. február 9. 2017. január 12.       | 2,28 millió |
| 61.  | 16. | Bableves hadművelet (House Mouses)    | Claire Scanlon    | Andrew Guest                           | 2016. február 16. 2017. január 5.       | 2,18 millió |
| 62.  | 17. | Adrian Pimento (Adrian Pimento)       | Maggie Carey      | Luke Del Tredici                       | 2016. február 23. 2017. január 19.      | 2,13 millió |
| 63.  | 18. | Cheddar (Cheddar)                     | Alex Reid         | Jessica Polonsky                       | 2016. március 1. 2017. január 19.       | 1,85 millió |
| 64.  | 19. | Terry cicus (Terry Kitties)           | Michael McDonald  | Phil Augusta Jackson és Tricia McAlpin | 2016. március 15. 2017. január 26.      | 1,95 millió |
| 65.  | 20. | Paranoia (Paranoia)                   | Payman Benz       | Gabe Liedman                           | 2016. március 29. 2017. január 26.      | 2,02 millió |
| 66.  | 21. | Irány a börtön (Maximum Security)     | Victor Nelli, Jr. | Laura McCreary                         | 2016. április 5. 2017. február 2.       | 2,71 millió |
| 67.  | 22. | A cég (Bureau)                        | Ryan Case         | David Phillips és Alison Agosti        | 2016. április 12. 2017. február 2.      | 2,07 millió |
| 68.  | 23. | Greg és Larry (Greg and Larry)        | Dan Goor          | Andrew Guest és Phil Augusta Jackson   | 2016. április 19. 2017. február 9.      | 2,02 millió |

## Negyedik évad (2016-2017)
| Sor. | Év. | Cím                                          | Rendező              | Író                                 | Premier                              | Nézettség   |
| ---- | --- | -------------------------------------------- | -------------------- | ----------------------------------- | ------------------------------------ | ----------- |
| 69.  | 1.  | Floridai vakáció 1. rész (Coral Palms Pt.1)  | Michael McDonald     | Dan Goor                            | 2016. szeptember 20. 2017. július 5. | 2,39 millió |
| 70.  | 2.  | Floridai vakáció 2. rész (Coral Palms Pt.2)  | Trent O'Donnell      | Tricia McAlpin                      | 2016. szeptember 27. 2017. július 6. | 2,34 millió |
| 71.  | 3.  | Floridai vakáció 3. rész (Coral Palms Pt.3)  | Payman Benz          | Justin Noble                        | 2016. október 4. 2017. július 7.     | 2,40 millió |
| 72.  | 4.  | Az éjszakai műszak (The Night Shift)         | Tristram Shapeero    | Matt Murray                         | 2016. október 11. 2017. július 10.   | 2,13 millió |
| 73.  | 5.  | Hallooween 4. (Halloween IV)                 | Claire Scanlon       | Phil Augusta Jackson                | 2016. október 18. 2017. július 11.   | 2,05 millió |
| 74.  | 6.  | Szörny a szekrényben (Monster in the Closet) | Nisha Ganatra        | Andrew Guest                        | 2016. november 15. 2017. július 12.  | 2,18 millió |
| 75.  | 7.  | Hálaadás sokadszor (Mr. Santiago)            | Alex Reid            | Neil Campbell                       | 2016. november 22. 2017. július 13.  | 2,19 millió |
| 76.  | 8.  | Terry példaképe (Skyfire Cycle)              | Michael McDonald     | David Phillips                      | 2016. november 29. 2017. július 14.  | 2,34 millió |
| 77.  | 9.  | A felfúrás (The Overmining)                  | Dean Holland         | Luke Del Tredici                    | 2016. december 6. 2017. július 17.   | 2,31 millió |
| 78.  | 10. | Lettország kapitány (Captain Latvia)         | Jaffar Mahmood       | Matt Lawton                         | 2016. december 13. 2017. július 18.  | 2,15 millió |
| 79.  | 11. | A szökevény (The Fugitive)                   | Rebecca Asher        | Carol Kolb                          | 2017. január 1. 2017. július 19.     | 3,49 millió |
| 80.  | 12. | A szökevény (The Fugitive)                   | Ryan Case            | Justin Noble és Jessica Polonsky    | 2017. január 1. 2017. július 20.     | 3,49 millió |
| 81.  | 13. | A meghallgatás (The Audit)                   | Beth McCarthy Miller | Carly Hallam Tosh                   | 2017. április 11. 2017. július 21.   | 1,91 millió |
| 82.  | 14. | Szolgálunk és védünk (Serve & Protect)       | Michael Schur        | Andrew Guest és Alexis Wilkinson    | 2017. április 18. 2017. július 24.   | 1,91 millió |
| 83.  | 15. | A mentőakció (The Last Ride)                 | Linda Mendoza        | David Phillips                      | 2017. április 25. 2017. július 25.   | 1,88 millió |
| 84.  | 16. | Moo Moo (Moo Moo)                            | Maggie Carey         | Phil Augusta Jackson                | 2017. május 2. 2017. július 26.      | 1,72 millió |
| 85.  | 17. | Rendőr komplexus (Cop-Con)                   | Giovani Lampassi     | Andy Gosche                         | 2017. május 9. 2017. július 27.      | 1,61 millió |
| 86.  | 18. | Amy nyomában (Chasing Amy)                   | Luke Del Tredici     | Matt Lawton                         | 2017. május 9. 2017. július 28.      | 1,61 millió |
| 87.  | 19. | A bírónő (Your Honor)                        | Michael McDonald     | David Phillips és Carly Hallam Tosh | 2017. május 16. 2017. július 31.     | 1,65 millió |
| 88.  | 20. | Mészárszék (The Slaughterhouse)              | Victor Nelli Jr.     | Neil Campbell                       | 2017. május 16. 2017. augusztus 1.   | 1,38 millió |
| 89.  | 21. | A bankrablás (The Bank Job)                  | Matthew Nodella      | Carol Kolb                          | 2017. május 23. 2017. augusztus 2.   | 1,78 millió |
| 90.  | 22. | Bűn és bűnhődés (Crime and Punishment)       | Dan Goor             | Justin Noble és Jessica Polonsky    | 2017. május 23. 2017. augusztus 3.   | 1,50 millió |

## Ötödik évad (2017-2018)
| Sor. | Év. | Cím                                      | Rendező              | Író                               | Premier                               | Nézettség   |
| ---- | --- | ---------------------------------------- | -------------------- | --------------------------------- | ------------------------------------- | ----------- |
| 91.  | 1.  | Lesittelve 1. rész (The Big House Pt. 1) | Tristram Shapeero    | Luke Del Tredici                  | 2017. szeptember 26. 2018. június 10. | 2 millió    |
| 92.  | 2.  | Lesittelve 2. rész (The Big House Pt. 2) | Michael McDonald     | Justin Noble                      | 2017. október 3. 2018. június 10.     | 1,74 millió |
| 93.  | 3.  | Az értékelés (Kicks)                     | Eric Appel           | Andrew Guest                      | 2017. október 10. 2018. június 16.    | 1,68 millió |
| 94.  | 4.  | HalloVeen (HalloVeen)                    | Jamie Babbit         | Dan Goor                          | 2017. október 17. 2018. június 16.    | 1,69 millió |
| 95.  | 5.  | Fogadások (Bad Beat)                     | Kat Coiro            | Carol Kolb                        | 2017. november 7. 2018. június 16.    | 1,50 millió |
| 96.  | 6.  | A helyszín (The Venue)                   | Cortney Carrillo     | Matt Lawton                       | 2017. november 14. 2018. június 16.   | 1,65 millió |
| 97.  | 7.  | Gígá (Two Turkeys)                       | Alex Reid            | David Phillips                    | 2017. november 21. 2018. június 23.   | 1,66 millió |
| 98.  | 8.  | Az új égzengés köpet (Return to Skyfire) | Linda Mendoza        | Neil Campbell                     | 2017. november 28. 2018. június 23.   | 1,73 millió |
| 99.  | 9.  | 99 (99)                                  | Payman Benz          | Andy Bobrow                       | 2017. december 5. 2018. június 23.    | 1,94 millió |
| 100. | 10. | A vallomás (Game Night)                  | Tristram Shapeero    | Justin Noble és Carly Hallam Tosh | 2017. december 12. 2018. június 23.   | 1,81 millió |
| 101. | 11. | A szívesség (The Favor)                  | Victor Nelli Jr.     | Aeysha Carr                       | 2017. december 12. 2018. június 30.   | 1,81 millió |
| 102. | 12. | Védett ház (Safe House)                  | Nisha Ganatra        | Andy Gosche                       | 2018. március 18. 2018. június 30.    | 1,92 millió |
| 103. | 13. | A túsztárgyaló (The Negotiation)         | Linda Mendoza        | Phil Augusta Jackson              | 2018. március 25. 2018. június 30.    | 1,83 millió |
| 104. | 14. | A kihallgatás (The Box)                  | Claire Scanlon       | Luke Del Tredici                  | 2018. április 1. 2018. június 30.     | 1,78 millió |
| 105. | 15. | A rejtvényfejtők (The Puzzle Master)     | Akiva Schaffer       | Lang Fisher                       | 2018. április 8. 2018. július 7.      | 1,74 millió |
| 106. | 16. | Boom boom (NutriBoom)                    | Trent O'Donnell      | David Phillips                    | 2018. április 15. 2018. július 7.     | 1,79 millió |
| 107. | 17. | Csapás a múltból (DFW)                   | Jaffar Mahmood       | Jeff Topolski                     | 2018. április 15. 2018. július 7.     | 1,48 millió |
| 108. | 18. | Kölcsönös érdekek (Gray Star Mutual)     | Giovani Lampassi     | Jessica Polonsky                  | 2018. április 22. 2018. július 7.     | 1,77 millió |
| 109. | 19. | Lány-legénybúcsú (Bachelor/ette Party)   | Beth McCarthy Miller | Carly Hallam Tosh                 | 2018. április 29. 2018. július 14.    | 1,97 millió |
| 110. | 20. | Csapatnyugtatás (Show Me Going)          | Maggie Carey         | Phil Augusta Jackson              | 2018. május 6. 2018. július 14.       | 1,67 millió |
| 111. | 21. | Fehér bálna (White Whale)                | Matthew Nodella      | Matt Lawton és Carol Kolb         | 2018. május 13. 2018. július 14.      | 1,75 millió |
| 112. | 22. | Amy és Jake (Jake & Amy)                 | Dan Goor             | Dan Goor és Luke Del Tredici      | 2018. május 20. 2018. július 14.      | 1,79 millió |

## Hatodik évad (2019)
| Sor. | Év. | Cím                                                      | Rendező              | Író                           | Premier                            | Nézettség   |
| ---- | --- | -------------------------------------------------------- | -------------------- | ----------------------------- | ---------------------------------- | ----------- |
| 113. | 1.  | A nászút (Honeymoon)                                     | Giovani Lampassi     | Neil Campbell                 | 2019. január 10. 2019. június 29.  | 3,54 millió |
| 114. | 2.  | Hitchcock és Scully (Hitchcock & Scully)                 | Cortney Carrillo     | Lang Fisher                   | 2019. január 17. 2019. június 29.  | 2,83 millió |
| 115. | 3.  | A spicli (The Tattler)                                   | Jennifer Arnold      | David Phillips                | 2019. január 24. 2019. június 29.  | 2,75 millió |
| 116. | 4.  | Négy tétel (Four Movements)                              | Luke Del Tredici     | Phil Augusta Jackson          | 2019. január 31. 2019. június 29.  | 2,72 millió |
| 117. | 5.  | A két bandita meséje (A Tale of Two Bandits)             | Cortney Carrillo     | Luke Del Tredici              | 2019. február 7. 2019. július 6.   | 3,04 millió |
| 118. | 6.  | A tetthely (The Crime Scene)                             | Michael McDonald     | Justin Noble                  | 2019. február 14. 2019. július 6.  | 2,56 millió |
| 119. | 7.  | A mézesbödön (The Honeypot)                              | Phil Augusta Jackson | Carol Kolb                    | 2019. február 21. 2019. július 6.  | 2,42 millió |
| 120. | 8.  | Az egyik azt mondta, a másik meg azt (He Said, She Said) | Stephanie Beatriz    | Lang Fisher                   | 2019. február 28. 2019. július 8.  | 2,36 millió |
| 121. | 9.  | Az aranygyermek (The Golden Child)                       | Claire Scanlon       | Neil Campbell                 | 2019. március 7. 2019. július 6.   | 1,99 millió |
| 122. | 10. | Gintars (Gintars)                                        | Linda Mendoza        | Andy Gosche                   | 2019. március 14. 2019. július 13. | 2,05 millió |
| 123. | 11. | Terápia (The Therapist)                                  | Rebecca Addelman     | Jeff Topolski                 | 2019. március 21. 2019. július 13. | 2,13 millió |
| 124. | 12. | Melózis (Casecation)                                     | Beth McCarthy-Miller | Luke Del Tredici              | 2019. április 11. 2019. július 13. | 1,88 millió |
| 125. | 13. | Lotyó (The Bimbo)                                        | Joe Lo Truglio       | Paul Welsh és Madeline Walter | 2019. április 18. 2019. július 13. | 1,78 millió |
| 126. | 14. | Ketyeg az óra (Ticking Clocks)                           | Payman Benz          | Carol Kolb                    | 2019. április 25. 2019. július 20. | 1,69 millió |
| 127. | 15. | A király visszatérte (Return of the King)                | Melissa Fumero       | Phil Augusta Jackson          | 2019. május 2. 2019. július 20.    | 1,65 millió |
| 128. | 16. | Cinco de Mayo (Cinco de Mayo)                            | Rebecca Asher        | David Phillips                | 2019. május 9. 2019. július 20.    | 1,83 millió |
| 129. | 17. | Az őrült (Sicko)                                         | Matthew Nodella      | Justin Noble                  | 2019. május 16. 2019. július 20.   | 1,63 millió |
| 130. | 18. | Az öngyilkos osztag (Suicide Squad)                      | Dan Goor             | Dan Goor és Luke Del Tredici  | 2019. május 16. 2019. július 27.   | 1,55 millió |

## Hetedik évad (2020)
| Sor. | Év. | Cím                                                | Rendező          | Író                               | Premier                              | Nézettség   |
| ---- | --- | -------------------------------------------------- | ---------------- | --------------------------------- | ------------------------------------ | ----------- |
| 131. | 1.  | Embervadász (Manhunter)                            | Cortney Carrillo | David Phillips                    | 2020. február 6. 2020. november 14.  | 2,66 millió |
| 132. | 2.  | Kim kapitány (Captain Kim)                         | Luke Del Tredici | Carol Kolb                        | 2020. február 6. 2020. november 14.  | 1,99 millió |
| 133. | 3.  | Pimemento (Pimemento)                              | Michael McDonald | Justin Noble                      | 2020. február 13. 2020. november 21. | 1,79 millió |
| 134. | 4.  | A második Jimmy Jab meccs (The Jimmy Jab Games II) | Neil Campbell    | Vanessa Ramos                     | 2020. február 20. 2020. november 21. | 1,85 millió |
| 135. | 5.  | Debbie (Debbie)                                    | Claire Scanlon   | Marcy Jarreau                     | 2020. február 27. 2020. november 28. | 1,74 millió |
| 136. | 6.  | Próbálkozás (Trying)                               | Kim Nguyen       | Evan Susser és Van Robichaux      | 2020. március 5. 2020. november 28.  | 1,82 millió |
| 137. | 7.  | Ding Dong (Ding Dong)                              | Claire Scanlon   | Jess Dweck                        | 2020. március 12. 2020. december 5.  | 2,12 millió |
| 138. | 8.  | Dupla átvágás (The Takeback)                       | Michael McDonald | Dewayne Perkins                   | 2020. március 19. 2020. december 5.  | 2,32 millió |
| 139. | 9.  | Dillman (Dillman)                                  | Kyra Sedgwick    | Paul Welsh és Madeline Walter     | 2020. március 26. 2020. december 12. | 2,14 millió |
| 140. | 10. | Nemek harca (Admiral Peralta)                      | Linda Mendoza    | Neil Campbell                     | 2020. április 2. 2020. december 12.  | 2,06 millió |
| 141. | 11. | Halloween rablás mindenkor (Valloweaster)          | Matthew Nodella  | Luke Del Tredici és Jeff Topolski | 2020. április 9. 2020. december 19.  | 2,04 millió |
| 142. | 12. | Szőrös kisfiú (Ransom)                             | Rebecca Asher    | Nick Perdue és Beau Rawlins       | 2020. április 16. 2020. december 19. | 2,05 millió |
| 143. | 13. | Sötétben (Lights Out)                              | Dan Goor         | Dan Goor és Luke Del Tredici      | 2020. április 23. 2020. december 19. | 2,24 millió |

## Nyolcadik évad (2021)
| Sor. | Év. | Cím                                    | Rendező              | Író                                   | Premier                                | Nézettség   |
| ---- | --- | -------------------------------------- | -------------------- | ------------------------------------- | -------------------------------------- | ----------- |
| 144. | 1.  | The Good Ones                          | Cortney Carrillo     | David Phillips és Dewayne Perkins     | 2021. augusztus 12. 2022. április 19.  | 1,84 millió |
| 145. | 2.  | The Lake House                         | Kevin Bray           | Neil Campbell és Marcy Jarreau        | 2021. augusztus 12. 2022. április 20.  | 1,34 millió |
| 146. | 3.  | Blue Flu                               | Claire Scanlon       | Carol Kolb és April Quioh             | 2021. augusztus 19. 2022. április 20.  | 2,01 millió |
| 147. | 4.  | Balancing                              | Daniella Eisman      | Evan Susser és Van Robichaux          | 2021. augusztus 19. 2022. április 21.  | 1,48 millió |
| 148. | 5.  | PB & G                                 | Gail Mancuso         | Lamar Woods és Jeff Topolski          | 2021. augusztus 26. 2022. április 21.  | 1,90 millió |
| 149. | 6.  | The Set Up                             | Maggie Carey         | Jess Dweck és Nick Perdue             | 2021. augusztus 26. 2022. április 26.  | 1,45 millió |
| 150. | 7.  | Game of Boyles                         | Thembi Banks         | Paul Welsh és Madeline Walter         | 2021. szeptember 2. 2022. április 26.  | 1,84 millió |
| 151. | 8.  | Fogadalmak (Renewall)                  | Beth McCarthy Miller | Stephanie A. Ritter és Beau Rawlins   | 2021. szeptember 2. 2022. április 27.  | 1,31 millió |
| 152. | 9.  | Az utolsó rablás 1.rész (The Last Day) | Linda Mendoza        | Luke Del Tredici és Audrey E. Goodman | 2021. szeptember 16. 2022. április 27. | 1,88 millió |
| 153. | 10. | Az utolsó rablás 2.rész (The Last Day) | Claire Scanlon       | Dan Goor                              | 2021. szeptember 16. 2022. április 28. | 1,88 millió |

## Fordítás
- Ez a szócikk részben vagy egészben  a   List of Brooklyn Nine-Nine episodes című angol Wikipédia-szócikk ezen változatának fordításán alapul.  Az eredeti cikk szerkesztőit annak laptörténete sorolja fel. Ez a jelzés csupán a megfogalmazás eredetét és a szerzői jogokat jelzi, nem szolgál a cikkben szereplő információk forrásmegjelöléseként.